# Bandera del Poble Català

Bandera del Poble Català était une revue catalane, publiée par l'Organisation de la Résistance Nationale entre août 1945 et mars 1947.